# Mastaba des Hesire

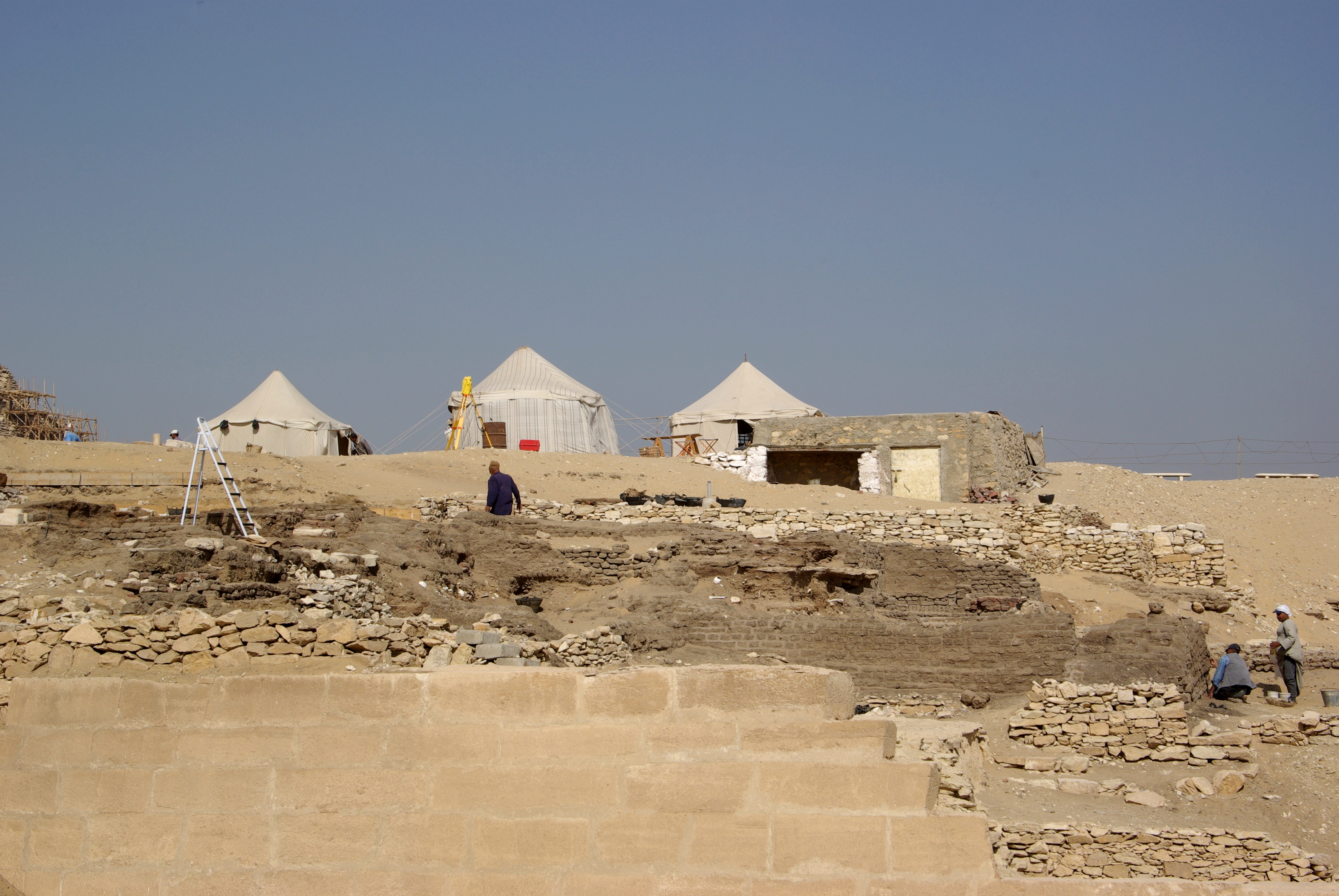
Ausgrabungen an der Mastaba des Hesire im November 2010.

Die Mastaba des Hesire ist ein altägyptischer Grabkomplex in der großen Nekropole von Sakkara in Ägypten. Sie ist die letzte Ruhestätte des hohen Beamten Hesire, der während der 3. Dynastie unter König (Pharao) Djoser (Netjerichet) sein Amt bekleidete. Seine große Mastaba wurde durch ihre gut erhaltenen Wandmalereien und reliefdekorierten Paneele aus importiertem Zedernholz weltbekannt. Letztere gelten heute als Meisterwerke der Holzschnitzkunst des Alten Reiches. Die Mastaba selbst gilt als frühestes Beispiel einer bemalten Grabanlage des Alten Reiches und das bislang einzige Beispiel aus der 3. Dynastie. Ausgegraben wurde die Grabanlage des Hesire von den Ägyptologen Auguste Mariette und James Edward Quibell.

## Ausgrabungen und Forschungsgeschichte

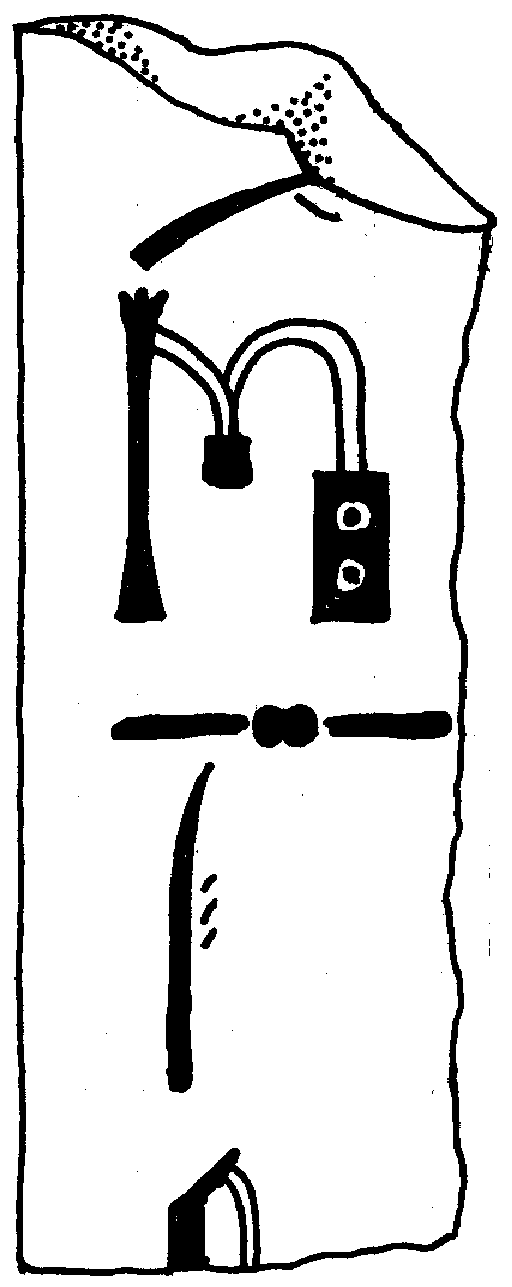
Knochenfragment mit Hesires Namen und Titel in schwarzer Tinte

Erstmals ausgegraben wurde die Mastaba des Hesire um 1861 von Auguste Mariette und Jacques de Morgan. Mariette entdeckte sogleich die berühmte Nischengalerie mit ihren Holzpaneele und ließ die wertvollen Artefakte sofort ins Ägyptische Museum von Kairo bringen. Auch die Grabschächte legte er frei. In seinem Album hielt Mariette seine Bewunderung für die Wandmalereien und die Holzpaneele fest. Allerdings hatte er versehentlich die Lehmziegel, aus denen das Grabmonument errichtet war, als „gelblich“ beschrieben, obwohl sie eigentlich schwarz sind. Nach Meinung seines Ausgrabungsnachfolgers James Edward Quibell hatte er sowieso nicht sehr sorgfältig gearbeitet und die Hesire-Mastaba nach der Bergung der Objekte gleich wieder zugeschüttet und verlassen. Er versäumte es gar, die Mastaba in den Plänen von de Morgan einzeichnen zu lassen, oder ihre Lageposition selbst zu notieren.
Die Ausgrabungen durch James Edward Quibell begannen 1910 und endeten vorerst 1911. Eine zweite Ausgrabungssaison reichte von 1911 bis 1912. Quibell hatte zunächst aufgrund Mariettes Versäumnis Mühe, Hesires Grab wiederzufinden. Ein ehemaliger Ausgrabungsgehilfe erinnerte sich jedoch an die Fundstelle und führte Quibell dorthin. Das Erste, was Quibells Team freilegte, war die mit Wandmalereien geschmückte Nischengalerie. Die Passage dazwischen wurde noch am selben Tag mit Schilfmatten, Holzbrettern und etwas Schutt aufgefüllt und überdacht, da die aufgetragene Farbe mit Einfall der Sonnenstrahlen sofort zu blättern begann. Außerdem bemerkte Quibell, dass der Korridor derart eng war, dass Neugierige und Arbeiter beim Durchgehen mit ihren Schultern die Farben abzuschleifen drohten. Daher wurde beschlossen, nach vollständigem Erkunden, Abzeichnen und Fotografieren die bemalte Passage zugeschüttet zu lassen. Quibell berichtet zudem, dass er in größerem Umfang Sicherheitspersonal beauftragen musste, Tag und Nacht am Grab des Hesire Wache zu halten, weil es wiederholt zu Diebstählen und Sachbeschädigungen durch Grabräuber und Vandalen kam, die entweder nach Wertvollem oder schlicht Streit suchten.

## Herausragende Bedeutung des Grabes
Die Mastaba des Hesire ist von besonderer Bedeutung für Archäologen und Ägyptologen gleichermaßen, da besonders hier entscheidende Weiterentwicklungen in Architektur und Grabdekoration im Vergleich zu früheren Mastabas zu erkennen sind. Gleichzeitig finden sich damit Neuerungen und Anregungen für nachfolgende Mastabas bezüglich Konzept und Ausführung, was den altägyptischen Totenkult und Jenseitsglauben betrifft.
Frühere Mastabas, besonders jene der späten 2. Dynastie, besaßen Opferstelen, auf die die Darstellung des Verstorbenen beschränkt war. Im Grab des Hesire finden sich erstmals sogenannte Scheintürnischen, in denen der Verstorbene auch gehend/stehend porträtiert wird. Des Weiteren ist Hesires Grab das erste seiner Art, in der eine umfangreiche Opfergabenliste erscheint, was in nachfolgenden Generationen zum festen Bestandteil werden sollte (so zum Beispiel in den Mastabas von Chabausokar, Rahotep und Metjen). Dort wurden die Darstellungen der Grabbeigaben um Abbildungen von Opferbringern ergänzt. Mit der neuen Form der Grabdekoration unter Hesire wurden dem Verstorbenen auf symbolische Weise mehr Handlungsmöglichkeiten eingeräumt: er konnte sein Grab nun über die Scheintüren verlassen und wieder betreten und ihm standen nun mehr Opfergaben zur Verfügung. Die figürlichen Darstellungen auf den Zedernholzpaneele zeigen zudem einen ersten Höhepunkt in der kunstgeschichtlichen Entwicklung der Grabdekoration: Der Verstorbene wird nicht mehr nur durch eine anthropomorphe Silhouette angedeutet, er ist nun viel naturgetreuer dargestellt. Etwas Vergleichbares findet sich für Hesires Zeit nur noch in den Untergrundgalerien der Djoser-Pyramide, in der der Pharao beim Hebsed-Kultlauf abgebildet ist.

## Die Grabstätte

### Lage
Hesires Mastaba (S2405) befindet sich im nördlichen Bezirk von Sakkara, etwa 260 Meter nordöstlich vom Pyramidenkomplex des Königs Djoser entfernt, im Grabungssektor G2–G3. Das Grabmonument liegt regelrecht eingepfercht zwischen über einem Dutzend weiterer Beamtengräber, die ihrerseits in die 0. bis 4. Dynastie datieren und selbst dicht gedrängt beieinander erbaut wurden.

### Maße und Baumaterialien
Hesires Mastaba war im Originalzustand etwa 43 Meter lang und mindestens 5 Meter hoch, ihre geografische Ausrichtung weicht nur ca. +11° von ihrer Nord-Süd-Achse ab. Als Baumaterial wurden gebrannte, schwarze Lehmziegel verwendet. Sowohl Innenräume wie Korridore und die Außenwände der Mastaba waren ursprünglich sorgfältig mit weißem Kalk verputzt. Die Außenwand war zusätzlich mit einem Palastfassadenstuck verziert. Das gesamte Monument ist massiver Lehmziegelbau, für Verschlusssteine wurde grauer Granit und für Türsturze und Schmuckpaneele wurde Zedernholz verarbeitet.

### Außen- und Innenarchitektur

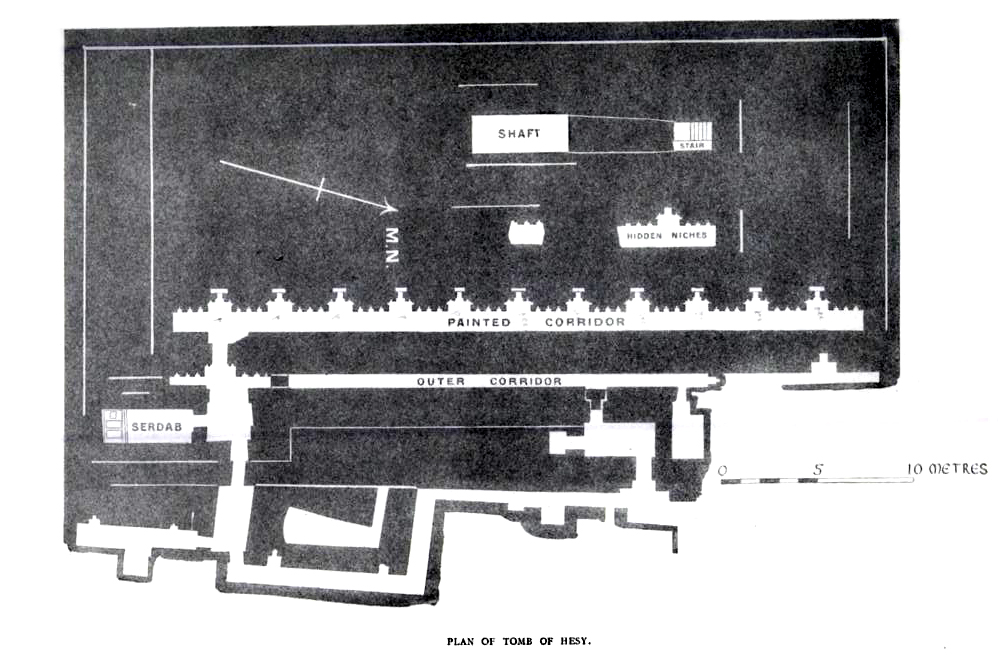
Plan der Mastaba des Hesire

Der ‚offizielle‘ Eingang befindet sich an der Ostseite. Vor der Ostwand der Mastaba erhebt sich eine starke Mauer und bildet dabei einen engen Korridor. Dieser Korridor führt in Richtung Süden und knickt nach 16 Metern in westlicher Richtung ab, sodass er nun in die Mastaba hineinreicht. Dort verbreitert er sich zu einer Art Vorraum, der ursprünglich sorgfältig blockiert gewesen ist. Die nördliche Seite des Vorraums war zur Zeit der Ausgrabung mit einem Fries dekoriert, auf dem Menschen, Weidevieh und ein Krokodil abgebildet waren, heute befindet sich der Fries im Kairoer Museum. Geringe Spuren weisen darauf hin, dass auch die Südseite des Vorraums dekoriert gewesen sein könnte. Der Vorraum führt weiter zum Serdab, dieser weist seinerseits in südliche Richtung und enthält die steinerne Basis einer heute verschollenen Statue. Der Korridor führt nach dem Serdab zunächst in westlicher Richtung weiter und knickt ein erstes Mal nach 6 Metern nach rechts, in Richtung Norden, ab, wo er in einem etwa 23 Meter langen Gang endet. Dieser war ursprünglich mit sechs Blockiersteinen aus behauenem Granit versiegelt, Grabräuber hatten diese jedoch bereits in der Antike zerstört. Nach dieser ersten Abzweigung führt der Eingangskorridor nochmals 4 Meter nach Westen, wo er ein zweites Mal nach Norden abknickt und in einer etwa 37 Meter langen Nischengalerie endet. Die Nischen waren bemalt und enthielten elf hölzerne Schmuckpaneele.
Inmitten der Mastaba befindet sich ein isoliert gelegener, nischenverzierter Raum, der überraschenderweise mit Lehmziegeln zugemauert war; J. E. Quibell vermutete als Grund dafür einerseits religiös-magische Praktiken, andererseits kam für ihn auch eine simple Änderung des Bauplans in Betracht.
Nahe der Westflanke der Mastaba führt ein ebenfalls isoliert gelegener, ehemals blockierter und senkrechter Schacht bis in 21 Meter Tiefe zu den unterirdischen Grabräumen. Diese sind nach Süden ausgerichtet und in drei Stockwerke unterteilt. Das oberste Stockwerk ist in zwei Hauptpassagen gegliedert. Diese führen ihrerseits zu mehreren Räumen und Magazinen. Der westliche Hauptgang ist stimmgabelförmig geteilt und weist an einem Ende eine Treppe auf, die weiter hinab in die beiden anderen Stockwerke und in unvollendete Passagen führt. Die eigentliche Grabkammer wurde bei der Erforschung geplündert vorgefunden.

### Holzpaneele

Hesire als junger Mann zu Beginn seiner Karriere.

Zu den bekanntesten Objekten aus dem Grab des Hesire gehören die hölzernen Schmuckpaneele aus Libanesischer Zeder. Allein die Tatsache, dass Zedernholz in solchen Mengen importiert und verarbeitet wurde, lässt die Annahme zu, dass Hesire nicht nur von hohem Rang und Einfluss war, sondern auch sehr vermögend gewesen sein muss. Typisch ägyptische Hölzer wie Palmen- oder Sykomorenholz eigneten sich nur sehr bedingt zur Verarbeitung, da sie sehr weich sind. Für Stelen, Schiffsplanken und architektonische Stützen bedurfte es jedoch leicht zu bearbeitenden Holzes. Und dafür kam meistens Libanon-Zeder in Frage.
Die Paneele des Hesire waren ursprünglich 1,14 m hoch und 0,57 m breit, von den insgesamt elf gefundenen Holztafeln waren sechs fast intakt, während von den restlichen fünf nur noch Fragmente geborgen werden konnten. Sie fanden sich in die Nischen einer Palastfassade eingelassen und waren mittels quaderförmiger Dübel an rechteckigen kleinen Öffnungen befestigt. Heute werden die Paneele im Ägyptischen Museum zu Kairo ausgestellt.
Alle Holztafeln sind mit Reliefs von hoher Kunstfertigkeit verziert. Sie enthalten figürliche Darstellungen des Hesire, die ihn stehend in Amtstracht oder an Opfertischen sitzend präsentieren. Während sein Gesicht im Profil gezeigt wird, nimmt sein Körper eine 3/4-Haltung ein, sodass jeder Körperteil zu sehen ist. Diese perspektivische Komposition ist ganz typisch für die Reliefkunst des Alten Reiches, ebenso der Umstand, dass Hesires kantiges Gesicht mit Schnurrbart seinem König, Djoser, nachempfunden ist. Interessant ist auch, dass mit jedem Porträt Hesire zu altern scheint: Auf dem ersten Paneel wird Hesire als junger, stolz aufrechter Mann dargestellt, er hat bereits den Hofrang eines „königlichen Schreibers“, sowie den des „königlichen Vertrauten“. Auf dem letzten Relief ist Hesire als hochbetagter Mann abgebildet, der an einem Opfertisch sitzt. Hier hat er offenbar den Höhepunkt seiner Karriere erreicht, er ist nun unter anderem „Ältester der Qed-Hetep“ und „Großer von Peh“.
Die die Porträts umgebenden Inschriften nennen die hohen Amts- und Funktionstitel, die Hesire innehatte. Daneben werden die üblichen zahlreichen Opfergaben aufgelistet, zum Beispiel Brot (ägypt. ta), Bier (henket), Weihrauch (senetjer) und Fleisch (kau).
Diese Paneele stehen bisher fast ohne Parallelen in der ägyptischen Kunst da. Das nächste Beispiel ist die Stele des hohen Beamten Merka aus Saqqara, die an das Ende der 1. Dynastie datiert. In seinem Grab fand sich, in einer Nische in der Fassade des Grabes, eine einzelne Stele, auf der Merka sitzend dargestellt ist. Über ihm befinden sich seine Titel. Der Hauptunterschied zu Hesires Paneelen ist zum einen die Anzahl (Merka hatte nur eine Stele), zum anderen ist Merkas Stele darüber hinaus noch in Stein gearbeitet.

#### Die einzelnen Paneele

##### CG 1426
Das Relief „Cairo Museum CG 1426“ ist gut erhalten. Es zeigt Hesire vor einem Opfertisch sitzend. Alle anderen Paneele zeigen ihn dagegen stehend (zumindest die besser erhaltenen). Hier trägt er auch ein langes, enganliegendes Gewand, das eine Schulter bedeckt, die rechte Schulter aber frei lässt. Auf der linken Schulter befindet sich so etwas wie ein Knoten. Das Gewand reicht hinab bis zu den Knöcheln. In seiner linken hält Hesire zwei Stäbe. Über seine rechte Schulter sind Schreibutensilien gehängt. Es handelt sich um ein Tintenfass mit zwei Öffnungen für rote und schwarze Tinte, einen Stab der wahrscheinlich die Binsen zum Schreiben enthielt und ein Beutel. Der rechte Arm Hesires ist zum Opfertisch ausgestreckt. Der Opfertisch steht auf einem Bein. Auf der eigentlichen Tischplatte sind acht Brote zu erkennen. Direkt über dem Tisch befindet sich eine kurze Opferliste, die Wein, Weihrauch, kühles Wasser, sowie Rind(?)fleisch und Antilopenfleisch nennt. Im oberen Feld des Reliefs findet sich eine ausführliche Liste von Titeln des Hesire: Chefzahnarzt, Heka-Priester der Mehyt, Ältester von ked-hetep, der den Min sieht, Königsbekannter, Aufseher der Handwerker des Königs, Großer des Kopftuches (?), Vater des Min, Aufseher des Kultbildes von Mehyt, Großer von Buto, Vorderster der Eilboten (?), Großer der Zehn von Oberägypten, Priester des Horus der Harpunirstätte von Buto (?).

##### CG 1427
Das Relief „Cairo Museum CG 1427“ ist fast vollständig erhalten. Hesire ist stehend dargestellt. Er trägt eine lange Perücke. In der linken Hand hält er Schreiberutensilien: ein Tintenfass mit zwei Öffnungen für jeweils rote und schwarze Tinte, sowie einen Stab, in dem sich die Binsen zum Schreiben befanden. Daneben hält er in dieser Hand einen langen Stab. In der anderen Hand, die herabhängt, hält Hesire ein Cherep-Szepter, bei dem es sich um ein Machtsymbol handelt. In dem Feld über Hesire befindet sich eine Auswahl seiner Titel: Ältester von ked-hetep, Vater des Min, Aufseher des Kultbildes von Mehyt, Königsbekannter, Aufseher der Handwerker des Königs und Großer der Zehn von Oberägypten. Oberhalb des Titelfeldes findet sich ein freies Feld, das vielleicht original in der Nische der Mastaba eingelassen war und deshalb nicht sichtbar war. Hier ist auch ein Schlitz zu sehen, durch den das Paneel an der Wand befestigt gewesen sein dürfte.

##### CG 1428
Das Relief „Cairo Museum CG 1428“ ist fast vollständig erhalten, obwohl es im unteren Bereich und im oberen einige Beschädigungen zeigt. Hesire ist stehend dargestellt. Er trägt eine kurze, gelockte Perücke. Über die rechte Schulter hängen Schreiberutenslien. Es handelt sich um ein Tintenfass mit zwei Öffnungen für rote und schwarze Tinte, ein Beutel und einen langen Stab, der die Binsen zum Schreiben enthielt. Beide Arme hängen herab und Hesire scheint nichts in den Händen zu halten, obwohl die rechte Hand weitestgehend zerstört ist. Vor Hesire befindet sich eine kurze Opferliste, die Rinder, Geflügel, Getränke (Z.B. Wein), aber auch Weihrauch nennt. Im oberen Teil des Feldes findet man Titel des Hesire: Großer der Zehn von Oberägypten, Heka-Priester der Mehyt, Vater des Min, der den Min sieht, Aufseher der königlichen Schreiber, und Aufseher der Handwerker des Königs.

##### CG 1429
Das Relief „Cairo Museum CG 1429“ ist zum großen Teil erhalten. Hesire ist stehend wiedergegeben. In der linken Hand hält er einen langen Stab, in der rechten ein Cherep-Szepter. Hesire trägt eine schulterlange Perücke und einen kurzen Lendenschurz. Der untere Teil des Bildfeldes ist weitestgehend vergangen. Über seiner Figur findet sich ein Teil seiner Titel. Die Titelfolge ist identisch zu der auf Paneel CG 1427.

##### CG 1430
Das Relief „Cairo Museum CG 1430“ ist heute noch 86 cm hoch und 41 cm breit. Der untere Teil ist verloren. Hesire ist stehend dargestellt. Er trägt eine kurze, gelockte Perücke. In der linken Hand hält er einen Stab über die Brust. Über die rechte Schulter hängen Schreiberutenslien. Noch zu sehen sind vor allem das Tintenfass mit zwei Öffnungen für rote und schwarze Tinte. Vor Hesire befindet sich eine kurze Opferliste. Darüber befinden sich einige Titel Hesires. Die Titel sind identisch zu denen auf Paneel CG 1427.

Die einzelnen Paneele
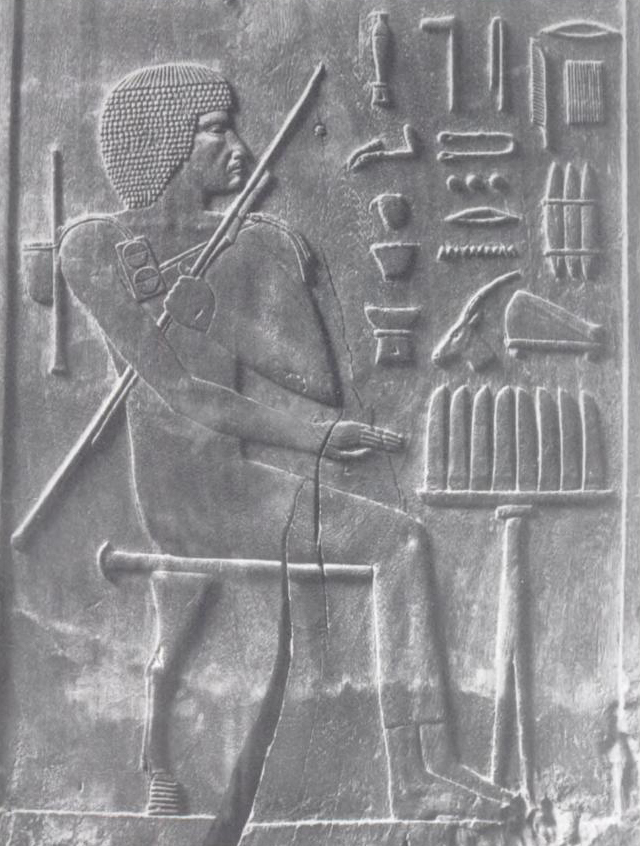
Kairo Museum CG 1426
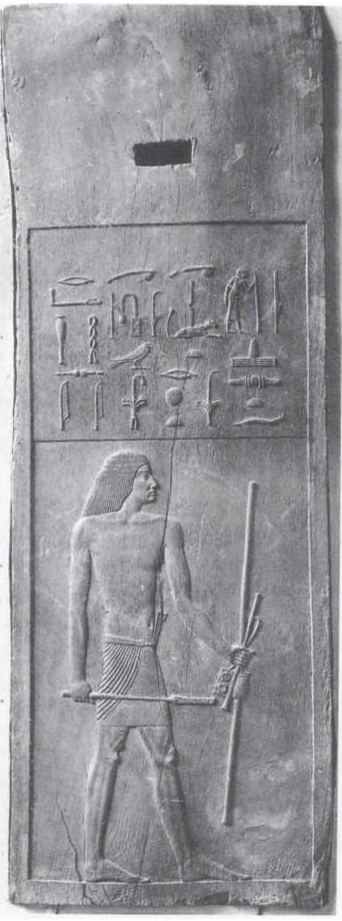
Kairo Museum CG 1427
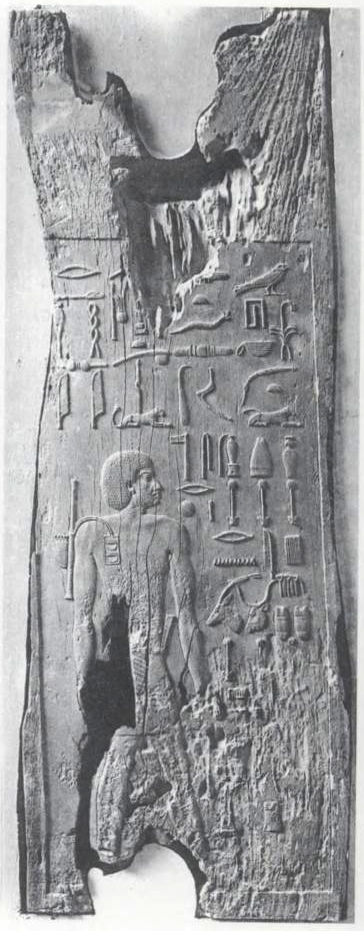
Kairo Museum CG 1428
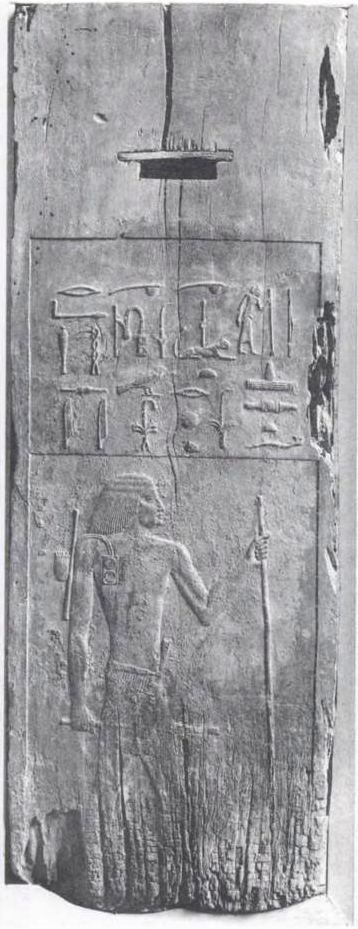
Kairo Museum CG 1429
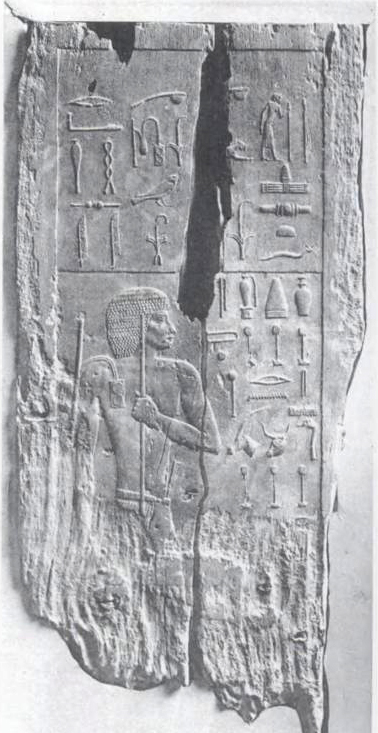
Kairo Museum CG 1430

### Wandmalereien
Die Nischen, in denen sich die Paneele befanden, waren ihrerseits verputzt und mit verschiedenen, geometrischen Mustern bemalt gewesen. Zur Zeit der Ausgrabungen waren die Farben noch sehr deutlich erkennbar: Rot, Grün, Schwarz, Gelb und Weiß. Die bereits erwähnte Palastfassade bildete nicht etwa die Außenwand der Mastaba, ihr war, gegenüberliegend, eine Umfassungsmauer vorgelagert. Die Innenseite dieser Mauer war ursprünglich komplett mit Farbe dekoriert. Die Malerei der Westwand lässt sich in drei Register unterteilen: Das Unterste bestand aus einem schlichten, roten, durchgehenden Band mit ober- und unterseitigem schwarzen Rahmen.

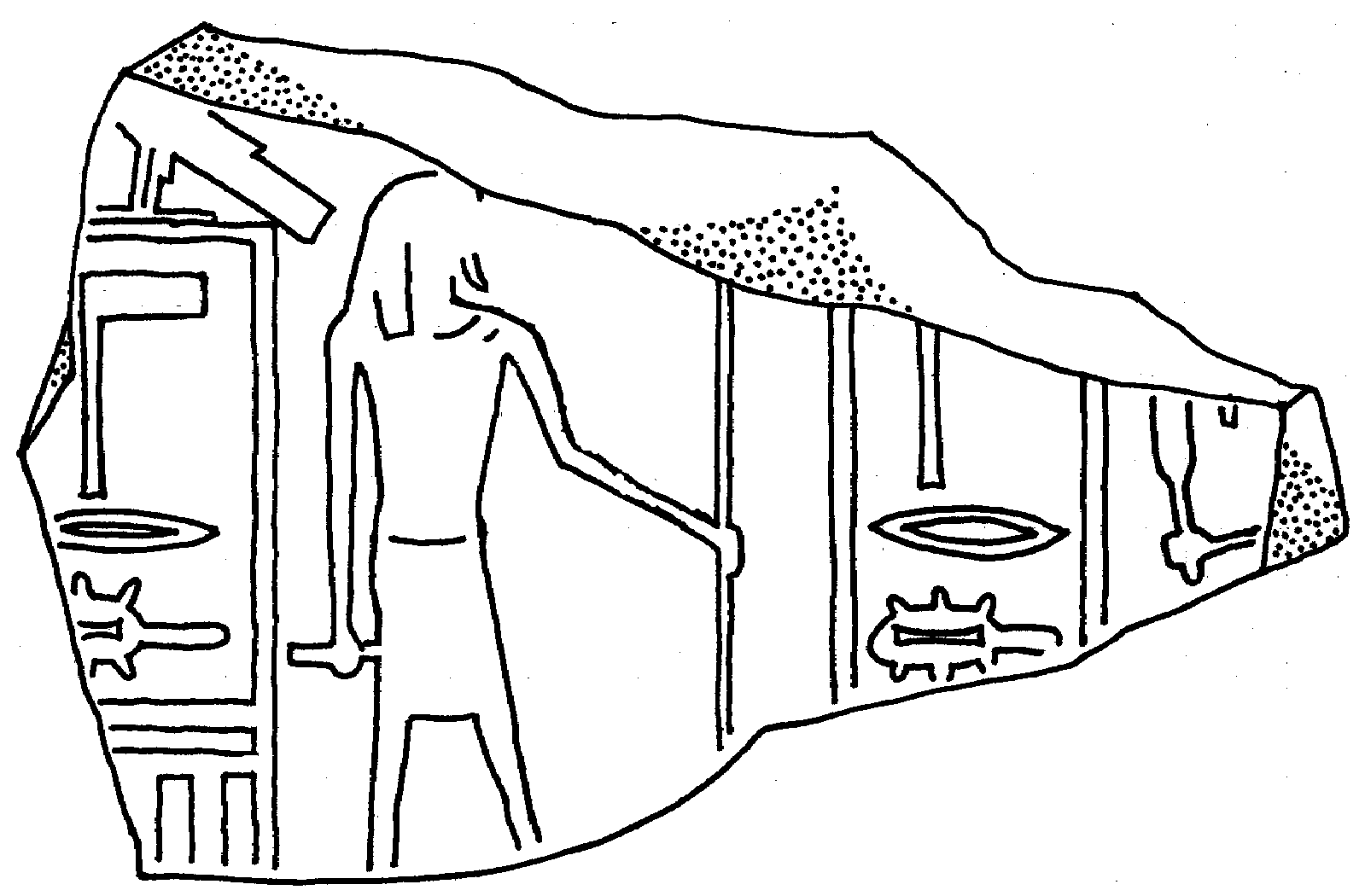
Tonsiegelfragment mit dem Horusnamen „Netjerichet“ (jeweils ganz links und ganz rechts).

Darüber befand sich eine Serie von Schilfmattenmotiven mit verschiedenen Mustern in Grün und Gelb. Über dieser wiederum prangte erneut ein rotes Band. An der Ostwand hingegen war das unterste Register aus in Grün und Gelb gehaltenen Rautenmustern zusammengesetzt. Darüber befand sich die aufgemalte Darstellung der Grabausstattung von Hesire, welche Opferbeigaben wie Brote, Geflügel, Datteln und Wein umfasste; daneben Abbildungen von Öl- und Ziergefäßen sowie Schreib- und Jagdgeräte. Auch verschiedene Typen und Modelle von Betten und Liegen, sowie eine Tischplatte mit Standfuß, deren Oberseite mit der Darstellung einer in sich zusammengerollten Schlange („Schlangentisch“) verziert war, schmückten die Westwand. Jedes dieser Objekte war begleitet von kurzen Inschriften, die ebenfalls aufgemalt waren und den Inhalt der Gefäße und die bildlich wiedergegebenen Objekte beschrieben.
Über den Darstellungen der Grabausstattungen wiederum folgte ein Muster aus zeltähnlichen Ornamenten in Rot, Weiß und Schwarz. Um die kostbaren Wandmalereien zu schützen, ist die Mastaba nach jeder Ausgrabung wieder zugeschüttet worden. Leider waren dennoch große Flächen der Dekorationen durch Witterung und Brandstiftung durch Grabräuber bereits zerstört.

### Gefundene Objekte
Zahlreiche Zier- und Depotgefäße wurden zertrümmert vorgefunden. Die meisten waren aus Alabaster, Brekzie oder Ton gefertigt und mit Beschriftungen aus schwarzer Tinte versehen. Auch zerbrochene Krugsiegel wurden entdeckt. Darunter fanden sich zwei Siegelabrollungen mit dem Horusnamen des König Djoser, „Hor-Netjerichet“, welche eine zeitliche Datierung der Grabanlage erlaubten. Die wenigen intakt gebliebenen Tontöpfe enthielten unter anderem Reste des begehrten Öls „Seti-schemai“. Es wurden zudem Knochenreste zweier Schädel und anderer Körperteile gefunden, von denen J. E. Quibell glaubt, sie könnten von zwei verschiedenen Personen stammen. Da die Skelettreste jedoch inzwischen verschollen sind, steht eine genauere Untersuchung mit abschließender Zuweisung noch aus.